# Porwak tektoniczny
Porwak tektoniczny – fragment skały (porwak) oderwany od masywu macierzystego i przemieszczony do innego środowiska w wyniku ruchów tektonicznych (szczególnie w wyniku nasuwania płaszczowin). W większych rozmiarach, może przybierać formę łuski tektonicznej.
Najczęściej porwaki tektoniczne występują w formacjach skalnych utworzonych w wyniku skomplikowanych deformacji tektonicznych (fałdowań). Z tego względu porwakami tektonicznymi są fragmenty różnych skał w skałach osadowych, niekiedy w skałach metamorficznych (słabego metamorfizmu).

## Przykłady porwaków tektonicznych w Polsce
Najczęściej występują one w Beskidach, ze względu na ich genezę. Na powierzchni odsłonięciami są m.in.:
- Skałki Andrychowskie i tzw. granit bugajski – m.in. gnejsy i granitognejsy pochodzące sprzed dewonu oraz wapienie, margle i zlepieńce górnej kredy i paleogenu[1][2].
- porwak wapienny góry Wapielnica (góra Iwanowa) w pobliżu dzielnicy Przemyśla – Kruhel Wielki.